# Секонд-Лейтер-билдинг
Секонд-Лейтер-билдинг (англ. Second Leiter Building), также известное как Сирс-билдинг (англ. Sears Building) и Центр Роберта Морриса (англ. Robert Morris Center), — историческое здание в городе Чикаго (штат Иллинойс), расположено на юго-восточном углу улиц Саут-Стейт-стрит и Ист-Ида-Б.-Уэллс-драйв. Оно представляет собой образец Чикагской школы архитектуры, известный как одно из первых коммерческих зданий, построенных с использованием металлического каркаса, сохранившихся в США до наших дней.
Секонд-Лейтер-билдинг был построен в 1891 году по заказу предпринимателя Леви Лейтера (1834—1904) и по проекту архитектора Уильяма Ле Барона Дженни, который создал каркасную раму из стали, призванную сделать конструкцию здания пожаробезопасной. Леви Лейтер сдано в аренду построенное здание универмагу Siegel, Cooper and Company, который занимал его в течение примерно семи лет. После его закрытия помещения здания снимали различные арендаторы, пока в 1931 году в нём не расположился главный в центре Чикаго магазин Sears, Roebuck and Company. Он находился там до 1986 года, когда было решено закрыть магазин и сдавать помещения другим арендаторам.
Восьмиэтажный Секонд-Лейтер-билдинг занимает весь квартал по улице Стейт-стрит между улицами Ида-Б.-Уэллс-драйв и Ван-Бюрен-стрит. Фасад, выходящий на Стейт-стрит, состоит из девяти пролётов, разделенных широкими пилястрами, которые увенчаны простыми капителями. Над всей конструкцией располагается простой карниз. Фасады, выходящие на Ида-Б.-Уэллс-драйв и Ван-Бюрен-стрит имеют ширину в три пролёта. Здание облицовано розовым гранитом. Каждый этаж занимает площадь в 4600 м², а его потолки в высоту составляет 4,9 метров.
Фёрст-Лейтер-билдинг был также построен по проекту Уильяма Ле Барона Дженни, будучи завершённым в 1879 году. В 1972 году он был снесён. Секонд-Лейтер-билдинг же был признан национальным историческим памятником США в 1976 году и достопримечательностью Чикаго 14 января 1997 года. В 1998 году в этом здании разместился чикагский кампус Университета Роберта Морриса.